# Chiesa del Suffragio (Sarteano)
La chiesa del Suffragio è una chiesa cattolica di Sarteano. Sorge nelle immediate vicinanze della Collegiata di San Lorenzo.

## Descrizione
Il portale in travertino datato 1584 è sormontato da una lunetta in terracotta raffigurante l'Annunciazione di bottega toscana del XVI secolo.
L'interno è ad unica navata con due altari laterali e l'altare maggiore in stucco dipinto di gusto barocco. L'altare di sinistra conserva il gruppo scultoreo in stucco dipinto con la Crocifissione (prima metà del XVIII secolo). L'altare maggiore settecentesco conserva il Giudizio Universale di scuola senese della prima metà del XVIII secolo.
Nella navata sinistra è la Resurrezione di Lazzaro (1607) del senese Flavio Amatori. Nel presbiterio sono collocati alcuni frammenti di dipinti murali provenienti dalla chiesa di Sant'Andrea a Castiglioncello del Trinoro e risalenti alla prima metà del XV secolo.